# 田代山湿原
田代山湿原（たしろやましつげん）は、福島県南会津郡南会津町の南端、栃木県日光市境近くに位置する田代山（標高1971m）の頂上付近にある高層湿原。尾瀬国立公園の特別保護地区に指定されている。

## 概要
田代山のなだらかな頂上部に広がる約25haの高層湿原である。やや下った位置に小規模な小田代湿原もあり、一般には双方を併せて「田代山湿原」と称することも多い。
2007年（平成19年）8月30日、国立公園地域に指定され、尾瀬と合わせて尾瀬国立公園となった。

## 特徴
湿原は遷移が進んでおり、泥炭の堆積のため、池塘は弘法沼ひとつのみで、ほとんどが草原となっている。湿原全体に木道が整備されている。
最奥部の田代山避難小屋（弘法大師堂）からさらに栃木県境となっている稜線を歩く登山道があり、帝釈山まで約1時間の行程。
代表的な植物群落としてヒメシャクナゲ、チングルマ、イワカガミ、ワタスゲ、キンコウカ、コバイケイソウ等が挙げられる。小田代湿原は、田代山湿原より標高が低い分、花期は全般に一週間ほど早く訪れる。

## アプローチ
猿倉登山口は、栃木県日光市栗山地区と福島県湯ノ花温泉を結ぶ栃木県道・福島県道350号栗山舘岩線（田代山林道）にあり、湯ノ花温泉から自動車・タクシー等にて30分程度の場所。猿倉登山口からは約2km、約1時間45分の行程。標高差は約700m。

## ギャラリー

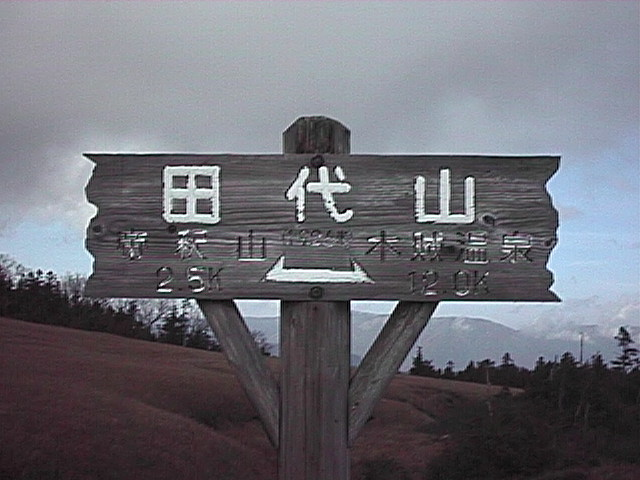
田代山湿原の中心となる看板
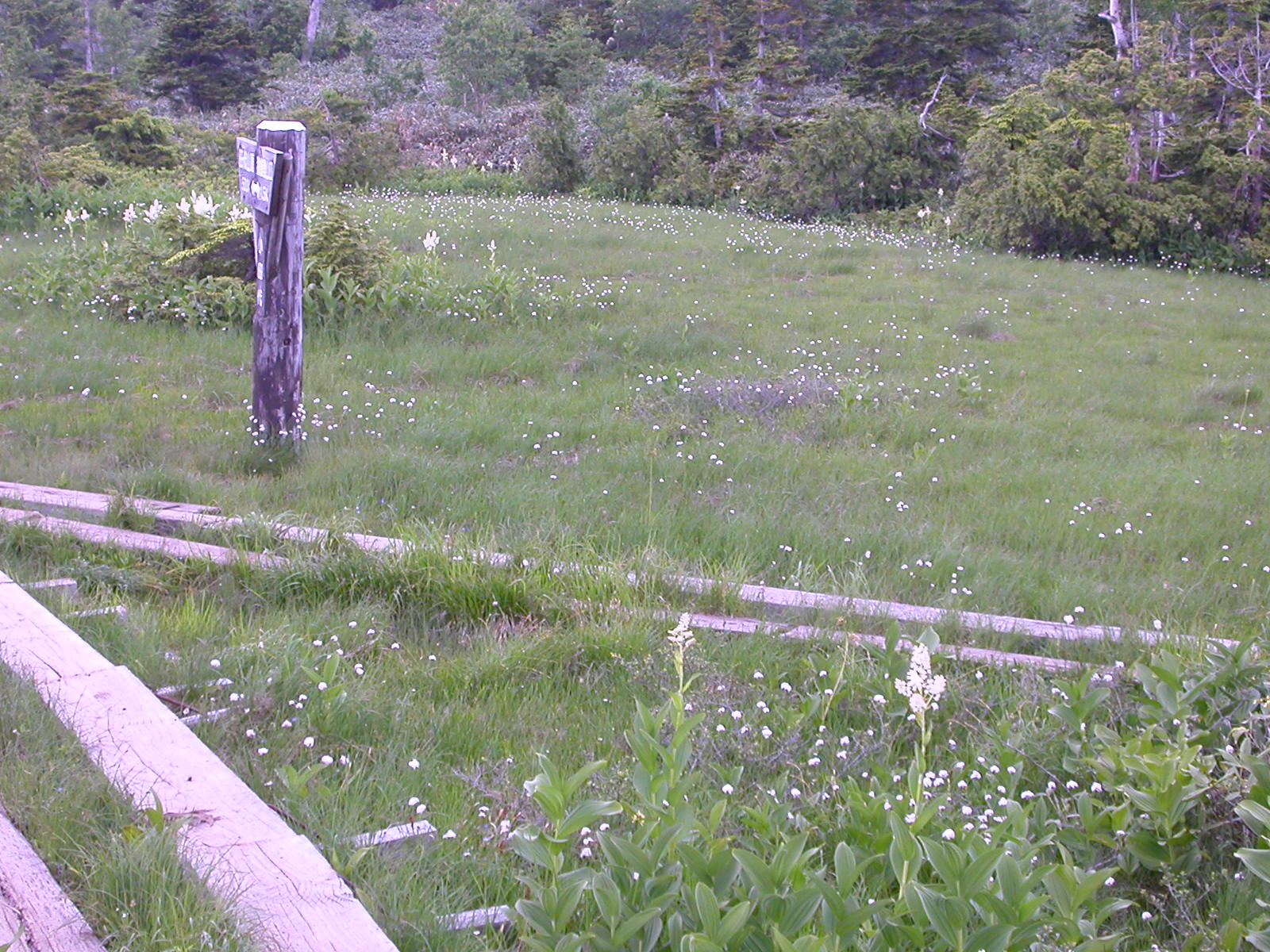
小田代（初夏はコバイケイソウ、ワタスゲ等のお花畑となる）（2007年7月）
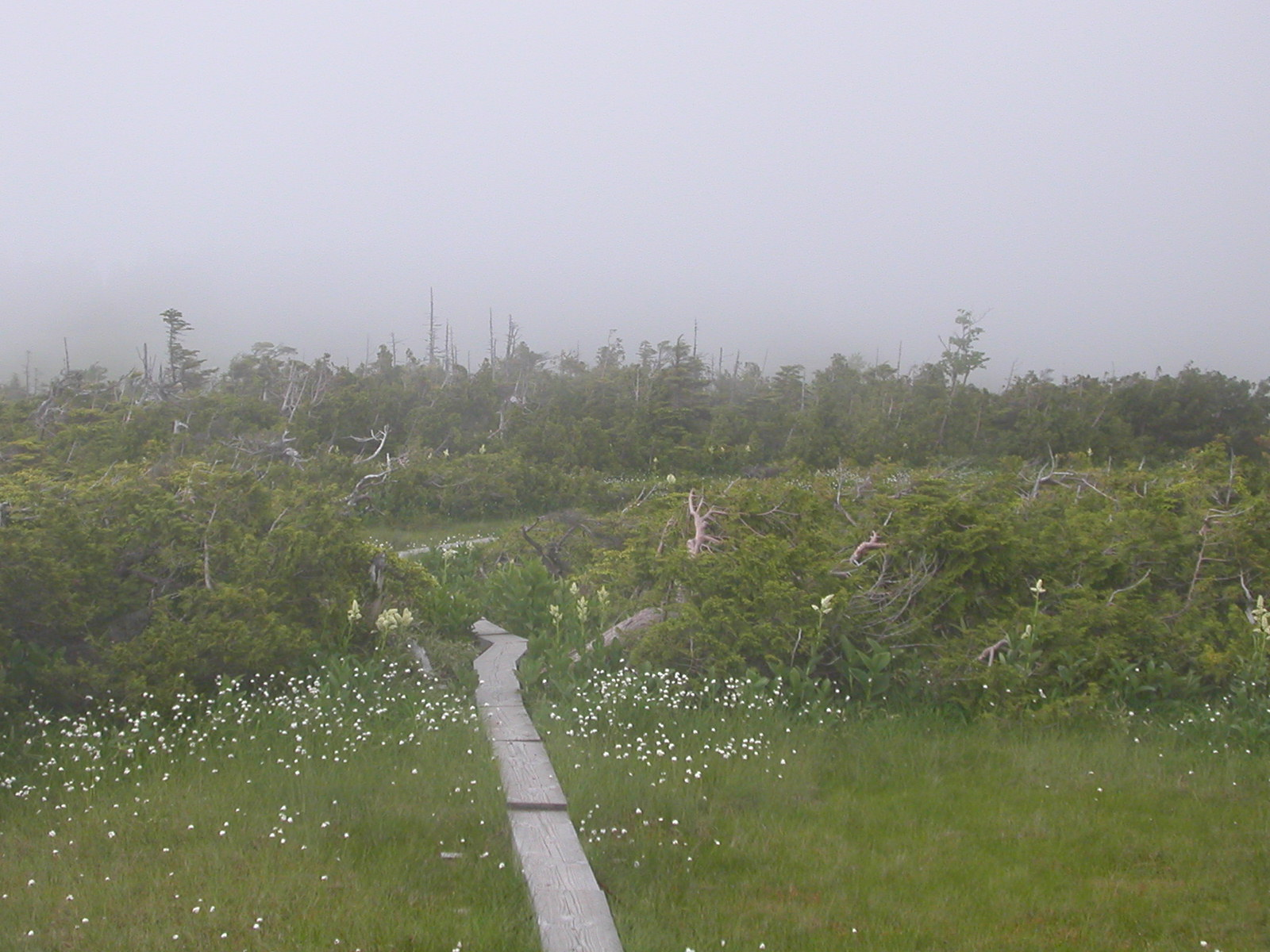
上田代から下田代方面（2007年7月）
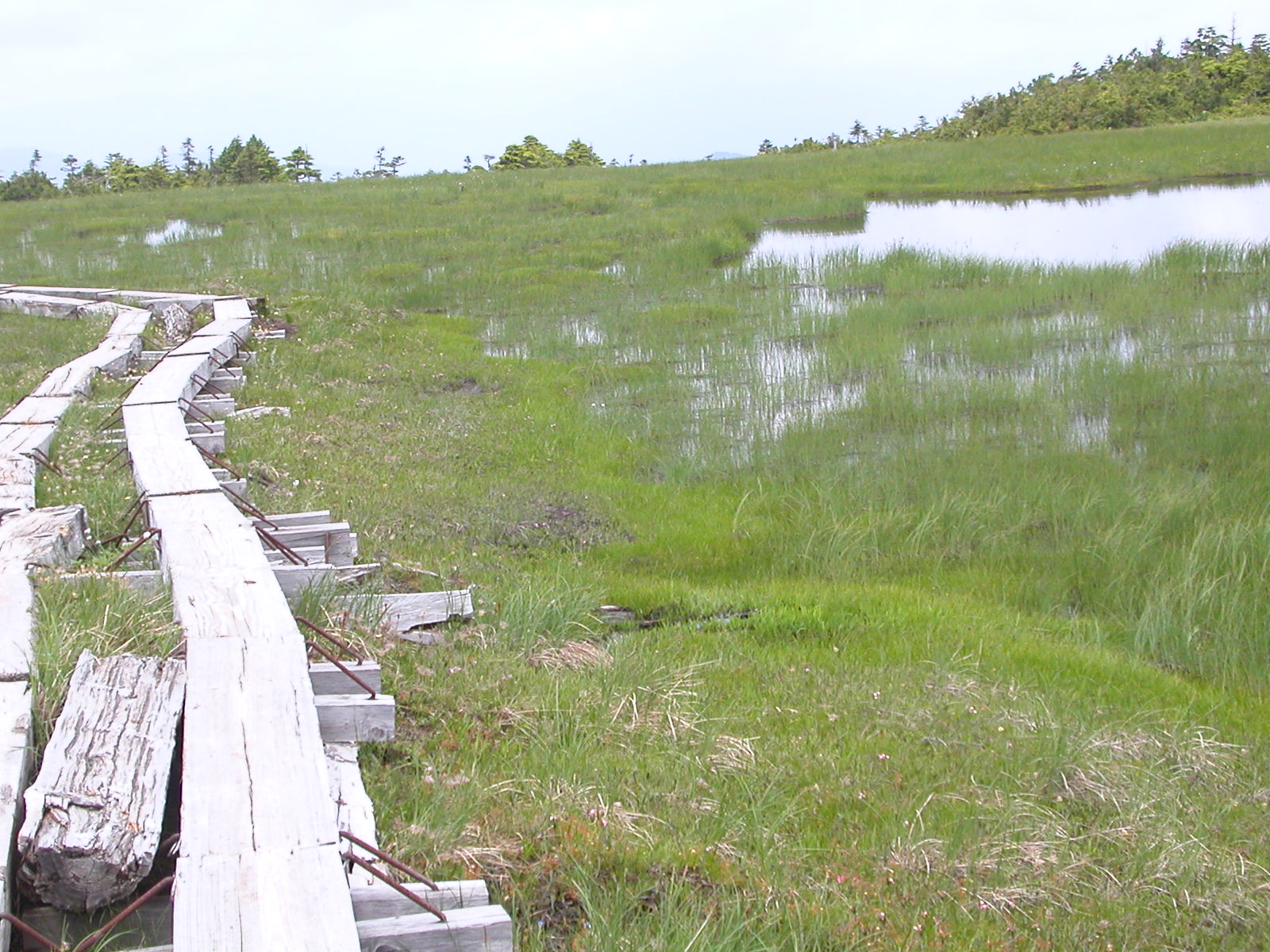
弘法沼と木道（2007年7月）